# St. Hilarion (Burg)
Die Burg St. Hilarion, im Volksmund „Schloss der 1000 Gemächer“,  ist die Ruine einer Gipfelburg in Nordzypern unweit von Kyrenia (Girne) auf einer Felskuppe und beherrscht die Passstraße von Kyrenia nach Nikosia. Sie ist die besterhaltene Burgruine der drei ehemaligen Festungen – neben Kantara und Buffavento – im Pentadaktylos.

## Geschichte
Ein im 9./10. Jahrhundert auf dem Berg errichtetes Kloster war nach dem Eremiten St. Hilarion, einem Einsiedler aus dem 4. Jahrhundert, der seine letzten Lebensjahre im Pentadaktylos verbrachte, benannt. Um 1100 wurde es wahrscheinlich in die Festung integriert. Die heute als Ruine vorhandene Kirche ist dem byzantinischen Kloster zuzurechnen und stammt etwa aus dem 10./11. Jahrhundert.
Im Auftrag von Richard Löwenherz belagerte Guido von Lusignan 1191 die als uneinnehmbar angesehene Burg, um sie danach auf Anweisung des Statthalters Isaak Komemnos an die Franken zu übergeben. Die Tochter Isaaks wurde daraufhin von Guido von Lusignan auf der Burg gefangengehalten.
St. Hilarion wurde dreißig Jahre später in die Auseinandersetzungen mit dem deutschen Kaiser Friedrich II. hineingezogen: Johann von Ibelin, der Vormund des minderjährigen fränkisch-zyprischen Königs Henri I., ließ die Burg ausbauen. Da er feindliche Akte durch Kaiser Friedrich II. befürchtete, brachte er 1228 seine Familie in die Burg. Friedrich erreichte, gestützt auf sein Kreuzfahrerheer, die Übergabe der Burg, doch nach Beendigung des Kreuzzuges belagerte Johann von Ibelin die Burg, die nach dem Ausgehen der Nahrungsvorräte kapitulierte. 
Nach 1232 bauten die Lusignans die Burg zu ihrer Sommerresidenz aus und sie erhielt den Namen „Dieu d’Amour“ – abgeleitet vom griechischen „Didymoi“ (Zwillinge) – bezugnehmend auf die beiden Gipfel der Oberburg. An strategischen Punkten errichtete man neue Türme, die sich durch die Verwendung von größeren Quadern, insbesondere an den Ecken, auszeichnen.
Die Burg spielte auch bei der genuesischen Invasion Zyperns 1373 mit der Belagerung von Kyrenia durch die Genuesen eine wichtige Rolle, Peter I. verteidigte die Burg. Nach dem Tod von Peter I. 1369 kam dessen Sohn Peter II. an die Macht, dieser wurde jedoch vom Adel nicht anerkannt. Dessen Onkel Johannes von Antiochia sollte nun König werden. Eleonore von Aragon, die Witwe Peter I. bekämpfte mit ihrem Gefolge Johannes und zwang ihn damit zum Rückzug in die Burg St. Hilarion. Dort stürzte er angeblich aus Angst vor Verrat 300 seiner bulgarischen Leibwachen vom Felsen in den Tod, er selbst wurde 1374 auf Veranlassung Eleonores ermordet.
Um 1391 wurde die Festung ein letztes Mal ausgebaut, wie viele andere Burgen Zyperns aber Anfang des 16. Jahrhunderts von den Venezianern geschleift.

## Aussehen

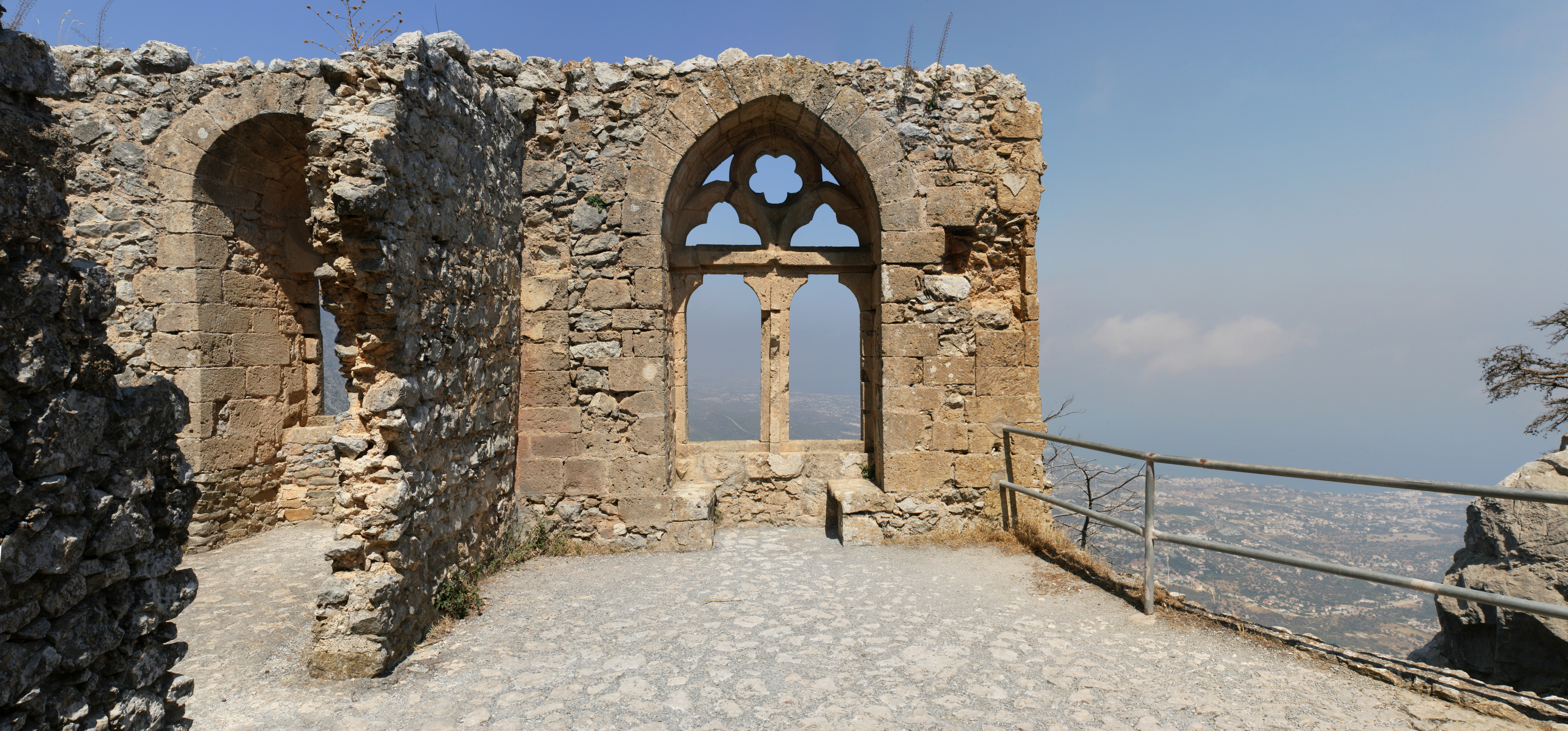
Fenster der Königin

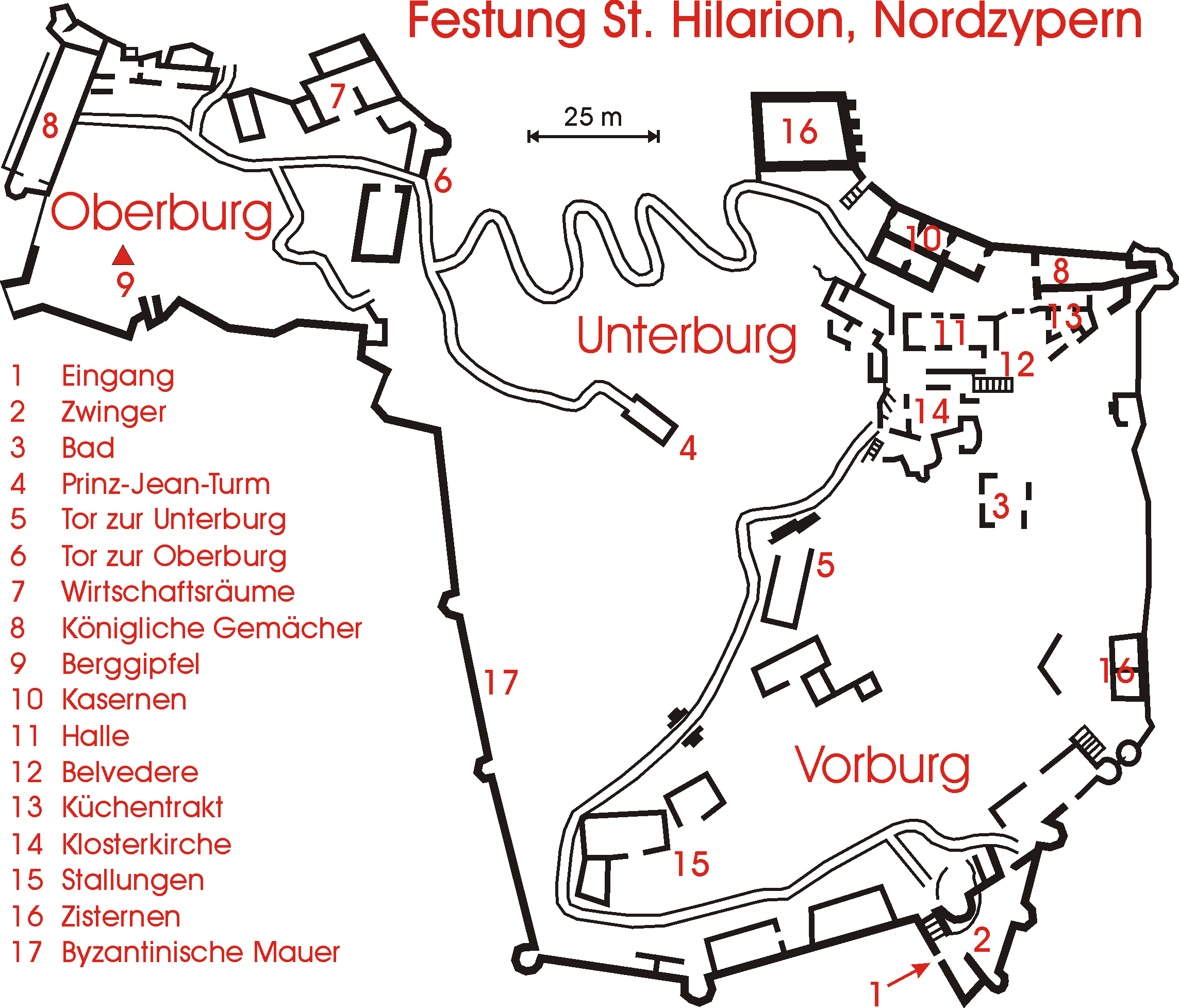
Grundriss der Burgruine St. Hilarion, Nordzypern

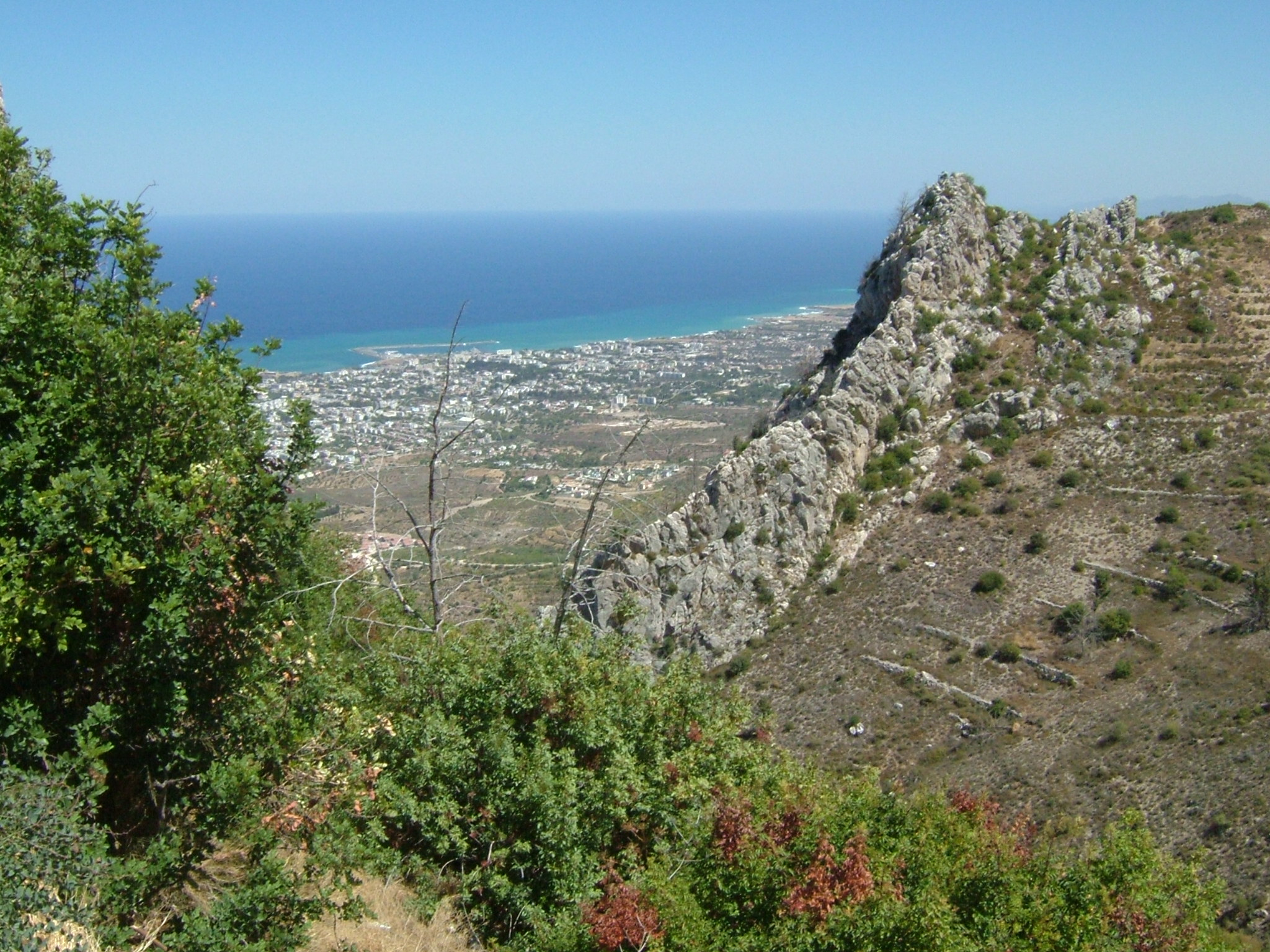
Blick von der Burgruine St. Hilarion, Nordzypern

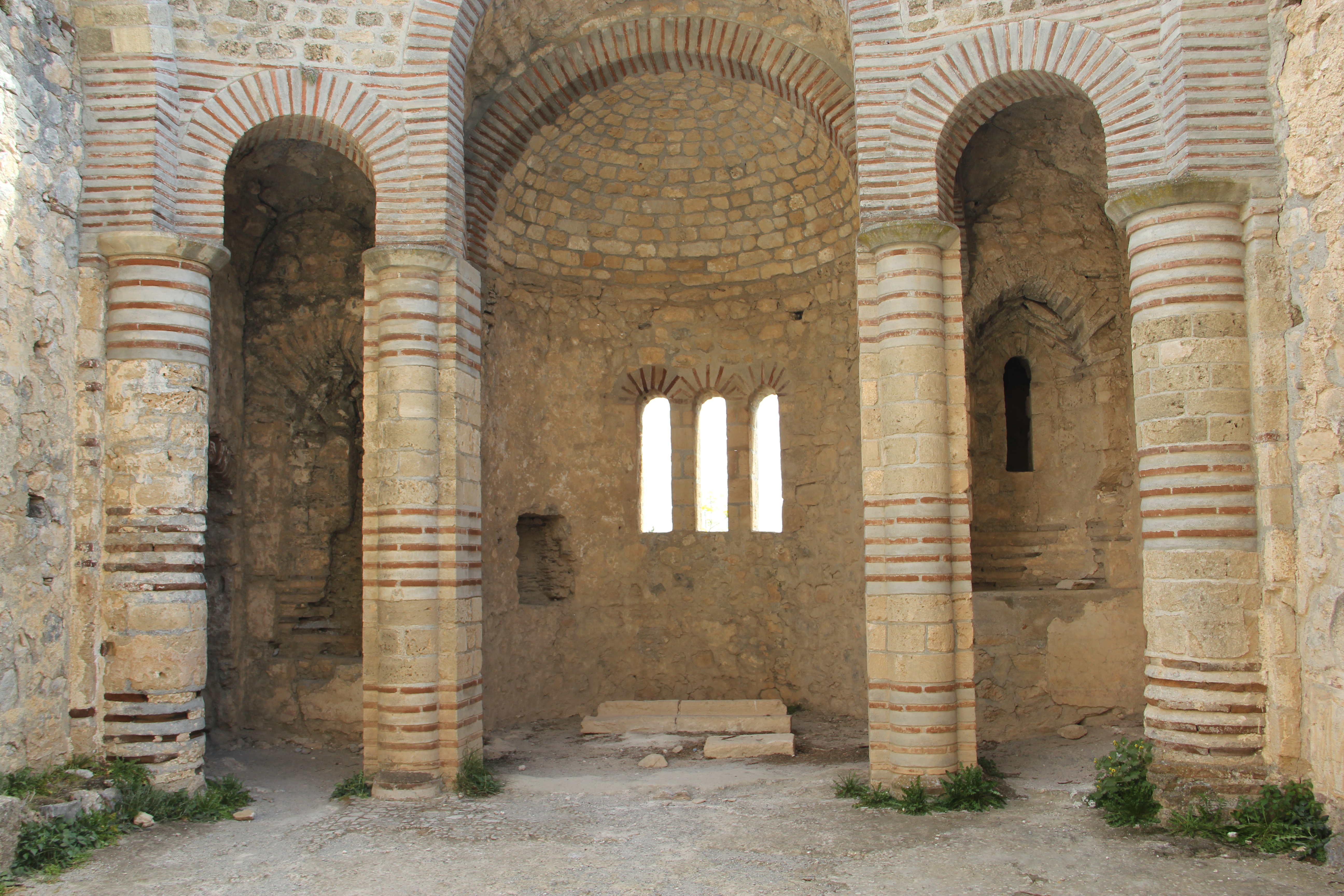
Klosterkirche

Die Burganlage gliedert sich in Ober-, Unter- und Vorburg. St. Hilarion verfügte über insgesamt drei Verteidigungslinien an der Ostseite. Die anderen Seiten der Burg waren durch Steilabfall genug gesichert und mussten nicht extra befestigt werden. Durch den Zwinger betritt man die Vorburg, in der neben Stallungen und einer Kaserne für die Soldaten auch eine große Zisterne war. Durch ein mit einer Zugbrücke gesichertes Tor gelangte man in die Unterburg mit der Klosterkirche. Diese war mit einer großen Kuppel ausgestattet und gehört dem Typus einer so genannten Acht-Stützen-Kirche an. Daneben befand sich eine große Halle, das einstige Refektorium. Östlich liegt das Belvedere, eine Plattform mit einer guten Aussicht auf das Pentadaktylos und die Küstenregion, und die einstigen königlichen Gemächer.
Der untere und der mittlere Hof dienten Wirtschaftszwecken. Die Kernburg beherbergte die Gebäude der königlichen Familie. Die meisten dieser Gebäude sind byzantinischen Ursprungs.
Der Prinz-Jean-Turm klebt an einer Felskante hoch über der Unterburg. Aus diesem Turm sollen die Bulgaren in den Abgrund gestoßen worden sein.
Die doppelt befestigte Oberburg kann durch einen gut erhaltenen Torbogen betreten werden. Während im Norden die Wirtschaftsgebäude liegen, schließen im Westen die Königsgemächer an. Die mit reich geschmücktem gotischem Maßwerk verzierten Fenster mit seitlichen Sitzbänken geben Einblick in die einstige Pracht. Einen schönen Ausblick nach Westen hat man vom „Fenster der Königin“.